# Comuna Gângiova, Dolj
Gângiova este o comună în județul Dolj, Oltenia, România, formată din satele Comoșteni și Gângiova (reședința).

## Demografie
Componența etnică a comunei Gângiova
     Români (70,07%)
     Romi (19,68%)
     Alte etnii (10,25%)
Componența confesională a comunei Gângiova
     Ortodocși (81,06%)
     Penticostali (7,44%)
     Alte religii (0,95%)
     Necunoscută (10,55%)
Conform recensământului efectuat în 2021, populația comunei Gângiova se ridică la 2.312 locuitori, în scădere față de recensământul anterior din 2011, când fuseseră înregistrați 2.478 de locuitori. Majoritatea locuitorilor sunt români (70,07%), cu o minoritate de romi (19,68%). Din punct de vedere confesional, majoritatea locuitorilor sunt ortodocși (81,06%), cu o minoritate de penticostali (7,44%), iar pentru 10,55% nu se cunoaște apartenența confesională.

## Politică și administrație
Comuna Gângiova este administrată de un primar și un consiliu local compus din 11 consilieri. Primarul, Cristache Preda[*], de la Partidul Social Democrat, este în funcție din 2012. Începând cu alegerile locale din 2024, consiliul local are următoarea componență pe partide politice:
|  | Partid                          | Consilieri | Componența Consiliului | Componența Consiliului | Componența Consiliului | Componența Consiliului |
|  | ------------------------------- | ---------- | ---------------------- | ---------------------- | ---------------------- | ---------------------- |
|  | Partidul Național Liberal       | 4          |                        |                        |                        |                        |
|  | Partidul Social Democrat        | 4          |                        |                        |                        |                        |
|  | Alianța pentru Unirea Românilor | 1          |                        |                        |                        |                        |
|  | Uniunea Salvați România         | 1          |                        |                        |                        |                        |
|  | Partida Romilor „Pro Europa”    | 1          |                        |                        |                        |                        |